# Communauté de communes de Sézanne Sud-Ouest Marnais
La Communauté de communes de Sézanne Sud-Ouest Marnais  (CCSSOM) est une communauté de communes française, située dans le département de la Marne et la région Grand Est.

## Historique
Dans le cadre des dispositions de la loi portant nouvelle organisation territoriale de la République (Loi NOTRe) du 7 août 2015, qui prévoit que les établissements publics de coopération intercommunale (EPCI) à fiscalité propre doivent avoir un minimum de 15 000 habitants (et 5 000 habitants en zone de montagnes, le schéma départemental de coopération intercommunale (SDCI) de la Marne du 30 mars 2016 prévoit la fusion :

- de la communauté de communes des Coteaux Sézannais (CCCS, 23 communes, 9 519 habitants en 2013) ;
- de la communauté de communes des Portes de Champagne (CCPC, 19 communes, 5 422 habitants en 2013) ;
- de la communauté de communes du Pays d'Anglure (CCPA, 20 communes, 6 922 habitants en 2013)

permettant la création dans le nord-ouest du département d'un ensemble intercommunal de 62 communes regroupant 22 176 habitants.
Les trois intercommunalités appelées à fusionner créent  au cours du 1er semestre 2016 un comité de pilotage  « afin d’associer un plus grand nombre d’élus dans le processus d’organisation et de préparation de la fusion. L’objectif recherché était de dresser un panorama général des compétences exercées par les 3 anciennes communautés de communes et de réfléchir à des pistes organisationnelles (composition exécutif, organisation administration générale, exercice et harmonisation des compétences…) » animé par Philippe Bonnotte, président de la CCCS, Bernard Champion, président de la CCPA et Gérard Amon, président de la CCPC.
La communauté de communes est ainsi créée, après avis des conseils municipaux et communautaires concernés, par un arrêté préfectoral du 12 septembre 2016, qui a pris effet le 1er janvier 2017.

## Territoire communautaire

### Composition
La communauté de communes est composée des 62 communes suivantes :

| Nom                                   | Code Insee | Gentilé                     | Superficie (km2) | Population (dernière pop. légale) | Densité (hab./km2) |
| ------------------------------------- | ---------- | --------------------------- | ---------------- | --------------------------------- | ------------------ |
| Anglure (siège)                       | 51009      | Angluriots                  | 8,05             | 789 (2022)                        | 98                 |
| Allemanche-Launay-et-Soyer            | 51004      | Allemanchots                | 15,24            | 118 (2022)                        | 7,7                |
| Allemant                              | 51005      | Allemantiots                | 15,77            | 184 (2022)                        | 12                 |
| Bagneux                               | 51032      | Bagnolais                   | 13,8             | 408 (2022)                        | 30                 |
| Barbonne-Fayel                        | 51036      | Barbonnots                  | 24,35            | 481 (2022)                        | 20                 |
| Baudement                             | 51041      | Baudementois                | 8,57             | 99 (2022)                         | 12                 |
| Bethon                                | 51056      | Bethoniers                  | 15,23            | 228 (2022)                        | 15                 |
| Bouchy-Saint-Genest                   | 51071      | Bouchyssois                 | 19,69            | 210 (2022)                        | 11                 |
| Broussy-le-Petit                      | 51091      | Broussyats p'tits           | 11,62            | 137 (2022)                        | 12                 |
| Broyes                                | 51092      | Broyens                     | 15,24            | 341 (2022)                        | 22                 |
| La Celle-sous-Chantemerle             | 51103      | Celliers                    | 12,03            | 137 (2022)                        | 11                 |
| Champguyon                            | 51116      | Champguyonnais              | 16,63            | 296 (2022)                        | 18                 |
| Chantemerle                           | 51124      | Chantemerliers              | 8,51             | 49 (2022)                         | 5,8                |
| La Chapelle-Lasson                    | 51127      |                             | 15,04            | 85 (2022)                         | 5,7                |
| Châtillon-sur-Morin                   | 51137      | Chatillonnais               | 18,05            | 208 (2022)                        | 12                 |
| Chichey                               | 51151      | Chichetons                  | 7,4              | 170 (2022)                        | 23                 |
| Clesles                               | 51155      | Clellions                   | 13,26            | 631 (2022)                        | 48                 |
| Conflans-sur-Seine                    | 51162      | Conflantois                 | 6,14             | 621 (2022)                        | 101                |
| Courcemain                            | 51182      | Courcemiaux                 | 9,96             | 87 (2022)                         | 8,7                |
| Courgivaux                            | 51185      | Courgivaliens               | 10,72            | 277 (2022)                        | 26                 |
| Escardes                              | 51233      | Escardiens                  | 14,49            | 64 (2022)                         | 4,4                |
| Esclavolles-Lurey                     | 51234      | Escavolliers                | 9,47             | 644 (2022)                        | 68                 |
| Les Essarts-le-Vicomte                | 51236      | Essartois                   | 11,29            | 135 (2022)                        | 12                 |
| Les Essarts-lès-Sézanne               | 51235      |                             | 16,79            | 242 (2022)                        | 14                 |
| Esternay                              | 51237      | Starnaciens                 | 31,98            | 1 776 (2022)                      | 56                 |
| Fontaine-Denis-Nuisy                  | 51254      | Fontenats                   | 13,17            | 235 (2022)                        | 18                 |
| La Forestière                         | 51258      | Forestierats                | 22,67            | 206 (2022)                        | 9,1                |
| Gaye                                  | 51265      | Gayons                      | 21,13            | 581 (2022)                        | 27                 |
| Granges-sur-Aube                      | 51279      | Grangiots                   | 8,06             | 182 (2022)                        | 23                 |
| Joiselle                              | 51306      | Joiselliens                 | 9,76             | 107 (2022)                        | 11                 |
| Lachy                                 | 51313      | Lachéens                    | 16,89            | 347 (2022)                        | 21                 |
| Linthelles                            | 51323      | Linthellois                 | 11,02            | 105 (2022)                        | 9,5                |
| Linthes                               | 51324      | Linthas                     | 9,03             | 111 (2022)                        | 12                 |
| Marcilly-sur-Seine                    | 51343      | Marcillons                  | 10,01            | 627 (2022)                        | 63                 |
| Marsangis                             | 51353      |                             | 6,74             | 46 (2022)                         | 6,8                |
| Le Meix-Saint-Epoing                  | 51360      | Mexipontains                | 11,29            | 295 (2022)                        | 26                 |
| Mœurs-Verdey                          | 51369      | Mœursiens                   | 13,18            | 318 (2022)                        | 24                 |
| Mondement-Montgivroux                 | 51374      | Mondementais                | 7,37             | 28 (2022)                         | 3,8                |
| Montgenost                            | 51376      | Montgenostiers              | 8,4              | 159 (2022)                        | 19                 |
| Nesle-la-Reposte                      | 51395      | Nigellois                   | 10,64            | 91 (2022)                         | 8,6                |
| Neuvy                                 | 51402      |                             | 17,11            | 272 (2022)                        | 16                 |
| La Noue                               | 51407      |                             | 13,34            | 377 (2022)                        | 28                 |
| Oyes                                  | 51421      | Oyats                       | 7,69             | 106 (2022)                        | 14                 |
| Péas                                  | 51426      |                             | 7,69             | 65 (2022)                         | 8,5                |
| Potangis                              | 51443      | Potangiens                  | 8,87             | 115 (2022)                        | 13                 |
| Queudes                               | 51451      | Queudois                    | 10,06            | 82 (2022)                         | 8,2                |
| Reuves                                | 51458      | Reuvats                     | 6,4              | 60 (2022)                         | 9,4                |
| Réveillon                             | 51459      | Réveillonnais               | 6,72             | 105 (2022)                        | 16                 |
| Saint-Bon                             | 51473      |                             | 8                | 94 (2022)                         | 12                 |
| Saint-Just-Sauvage                    | 51492      | Saint-Justois et Sauvageons | 17,74            | 1 425 (2022)                      | 80                 |
| Saint-Loup                            | 51495      |                             | 6,88             | 75 (2022)                         | 11                 |
| Saint-Quentin-le-Verger               | 51511      | Saint-Quentinois            | 10,63            | 112 (2022)                        | 11                 |
| Saint-Remy-sous-Broyes                | 51514      | Saint-Remyats               | 7,75             | 111 (2022)                        | 14                 |
| Saint-Saturnin                        | 51516      | Saturniniens                | 7,96             | 48 (2022)                         | 6                  |
| Saron-sur-Aube                        | 51524      | Saronois                    | 16,43            | 270 (2022)                        | 16                 |
| Saudoy                                | 51526      |                             | 12,66            | 392 (2022)                        | 31                 |
| Sézanne                               | 51535      | Sézannais                   | 22,82            | 4 679 (2022)                      | 205                |
| Villeneuve-la-Lionne                  | 51625      | Villeneuvois                | 15,27            | 273 (2022)                        | 18                 |
| Villeneuve-Saint-Vistre-et-Villevotte | 51628      |                             | 9,51             | 121 (2022)                        | 13                 |
| Villiers-aux-Corneilles               | 51642      | Villerans                   | 5,88             | 113 (2022)                        | 19                 |
| Vindey                                | 51645      | Vindotiers                  | 7,94             | 106 (2022)                        | 13                 |
| Vouarces                              | 51652      | Vouarciots                  | 5,96             | 61 (2022)                         | 10                 |

### Démographie
| 1968   | 1975   | 1982   | 1990   | 1999   | 2006   | 2011   | 2016   |
| ------ | ------ | ------ | ------ | ------ | ------ | ------ | ------ |
| 21 078 | 20 730 | 20 682 | 20 841 | 20 762 | 21 206 | 21 817 | 21 708 |

## Organisation

### Siège
Le siège de la communauté de communes est à Anglure, Promenade de l'Aube.

### Élus
La communauté de communes est administrée par son conseil communautaire, composé de  89 conseillers municipaux représentant chacune des  communes membres.
Au terme des élections municipales de 2020 dans la Marne, le conseil communautaire restructuré a élu son nouveau président, Cyril Laurent, maire des Essarts-le-Vicomte , ainsi que ses dix vice-présidents qui sont : 
1. Sacha Hewak, maire de Sézanne, chargé de la promotion et du développement touristiques ;
2. Frédéric Espinasse, maire d’Anglure, chargé de la voirie, de l’urbanisme et de la commande publique ;
3. Jean-Luc Batonnet, maire-adjoint d’Esternay, chargé du scolaire et du périscolaire
4. Jean-François Quinche, conseiller municipal de Sézanne, chargé de la solidarité, de l’action sociale et de la petite enfance ;
5. Frédéric Orcin, maire de la Celle-sous-Chantermerle, chargé du développement économique et de l’aménagement numérique ;
6. José Lahaye, maire de Champguyon, chargé de la politique de l’eau et la GEMAPI ;
7. Dany Carton, maire de Saint-Rémy-sous-Broyes, chargée des ressources humaines et de la communication ;
8. Noël Fessard, maire d’Esclavolle-Lurey, chargé du patrimoine communautaire, du foncier et des travaux ;
9. Thierry Dupont, maire de Linthelles, chargé du développement durable, de la collecte et du traitement des déchets ;
10. Bruno Martin, maire de Saint-Just-Sauvage, chargé des équipements culturels, sportifs et de la mutualisation.

### Liste des présidents
| Période       | Période                       | Identité      | Étiquette | Qualité |
| ------------- | ----------------------------- | ------------- | --------- | --- |
| janvier 2017  | juillet 2020                  | Gérard Amon   |           | Agriculteur Maire de Joiselle (1995 → 2020) Président de l'ex-CC des Portes de Champagne ( ? → 2016)                                                                             |
| juillet 2020, | En cours (au 19 juillet 2020) | Cyril Laurent | LR        | Docteur en droit public financier Maire des Essarts-le-Vicomte (2014 → ) Vice-président de la CC des Portes de Champagne (2014 → 2016) Vice-président de la CCSSOM (2017 → 2020) |

### Compétences
L'intercommunalité exerce les compétences qui lui ont été transférées par les communes membres dans les conditions déterminées par le code général des collectivités territoriales. Il s'agit de : 
- Aménagement de l’espace : schéma de cohérence territoriale (SCoT) et schémas de secteur ;
- Action de développement économique :
- Gestion des milieux aquatiques et prévention des inondations (GEMAPI) ;
- Aires d’accueil des gens du voyage ;
- Collecte et traitement des déchets ménagers et assimilé ;
- Protection et mise en valeur de l’environnement d’intérêt communautaire ;
- Politique du logement et du cadre de vie d’intérêt communautaire ;
- Voiries d’intérêt communautaire ;
- Équipements culturels et sportifs, d’enseignement pré-élémentaire et élémentaire reconnus d’intérêt communautaire ;
- Eau et assainissement ;
- Action sociale d’intérêt communautaire.
- Structures d’accueil « périscolaire » et « extra-scolaire » des établissements scolaires publics de la CCSSOM et l’espace jeunes de Sézanne ;
- Transports  scolaires, sorties scolaires et actions pédagogiques  d’intérêt communautaire ;
- Démoustication sur le territoire de l’ex-CCPA ;
- Contingent pour le service d’incendie et de secours et défense extérieure contre l’incendie.

### Régime fiscal et budget
La communauté de communes est un établissement public de coopération intercommunale à fiscalité propre.
Afin de financer l'exercice de ses compétences, la communauté de communes perçoit une fiscalité additionnelle aux impôts locaux des communes, avec fiscalité professionnelle de zone (FPZ ) et avec fiscalité professionnelle sur les éoliennes (FPE).
Elle ne verse pas de dotation de solidarité communautaire (DSC) à ses communes membres.

## Projets et réalisations
Conformément aux dispositions légales, une communauté de communes a pour objet d'associer des « communes au sein d'un espace de solidarité, en vue de l'élaboration d'un projet commun de développement et d'aménagement de l'espace ».